# Cola cecidiifolia
Espèce
Statut de conservation UICN

 EN  : En danger
Cola cecidiifolia Cheek  est une espèce de plantes de la famille des Malvaceae et du genre Cola, selon la classification phylogénétique. 
Cette espèce a été décrite en 2002. C'est un arbuste très ramifié qui est endémique aux forêts de contreforts au nord et au sud du massif principal du mont Cameroun. Elle a été classée comme en danger critique d'extinction car tous les sites connus se trouvent sur des terres menacées par l'extension agricole.